# UFC 38
UFC 38: Brawl at the Hall foi um evento de artes marciais mistas promovido pelo Ultimate Fighting Championship, ocorrido em 13 de julho de 2002 no Royal Albert Hall em Londres, Inglaterra. A luta principal o confronto entre Matt Hughes e Carlos Newton  pelo Cinturão Meio Médio do UFC.

## Background
Esse foi o primeiro evento do UFC a acontecer no Reino Unido e o primeiro a ser realizado em solo inglês, e também o primeiro fora dos Estados Unidos desde o UFC 29, que foi realizado no Japão.

## Resultados
Nota 1 Pelo Cinturão Meio-Médio do UFC.